# NGC 4086
NGC 4086 este o liner situată în constelația Părul Berenicei. A fost descoperită în 2 mai 1864 de către Heinrich Louis d'Arrest. Se află la o distanță de 104,17 megaparseci de Pământ.